# Trofeu Taronja
El Trofeu València Taronja, més conegut com a Trofeu Taronja, és un torneig d'estiu organitzat pel València Club de Futbol. Es disputa anualment a la Ciutat de València, a l'Estadi de Mestalla, generalment a mitjans d'agost, entre l'equip local i equips convidats de tot el món.
És el successor del Trofeu Taronja disputat entre 1959 i 1964. Va començar com a iniciativa de la junta directiva presidida per Vicente Iborra Gil. Els primers convidats d'aquella versió van ser el Santos brasiler, on jugava Pelé, que va acabar guanyant el torneig i l'Inter de Milà. Es van jugar quatre edicions en total fins que el 1970 es va instaurar l'actual Trofeu.
El format de competició ha variat al llarg del temps; inicialment es jugava com un triangular (lligueta amb tres equips) i en els últims anys s'ha disputat un únic partit.

## Títols per equip
| Equip                    | Títols | Subtítols | Anys campió | Anys subcampió |
| ------------------------ | ------ | --------- | --- | --- |
| Valencia CF              | 32     | 20        | 1961, 1962, 1970, 1975, 1978, 1979, 1980, 1983, 1984, 1988, 1989, 1991, 1993, 1994, 1996, 1998, 1999, 2001, 2002, 2006, 2008, 2009, 2010, 2011, 2012, 2013, 2014, 2016, 2018, 2021, 2022, 2024 | 1972, 1973, 1974, 1977, 1981, 1982, 1985, 1986, 1990, 1992, 1995, 1997, 2000, 2003, 2005, 2007, 2015, 2017, 2019, 2023 |
| CR Flamengo              | 2      | –         | 1964, 1986 | - |
| Real Madrid CF           | 2      | –         | 1990, 2003 | - |
| Parma FC                 | 2      | –         | 2000, 2007 | - |
| Santos FC                | 1      | 2         | 1959 | - |
| FC Barcelona             | 1      | 1         | 1987 | 1994 |
| AS Roma                  | 1      | 2         | 2015 | 2006, 2011 |
| FC Bayern de Múnich      | 1      | –         | 1972 | - |
| FK Estrella Roja         | 1      | –         | 1973 | - |
| PSV Eindhoven            | 1      | –         | 1974 | - |
| CSKA Moscú               | 1      | –         | 1976 | - |
| Borussia Mönchengladbach | 1      | –         | 1977 | - |
| Hongria                  | 1      | –         | 1981 | - |
| 1 FC Kaiserslautern      | 1      | –         | 1982 | - |
| CA Boca Juniors          | 1      | –         | 1985 | - |
| FC Dinamo Moscú          | 1      | –         | 1992 | - |
| Atlético de Madrid       | 1      | –         | 1995 | - |
| SE Palmeiras             | 1      | –         | 1997 | - |
| Udinese Calcio           | 1      | –         | 2005 | - |
| Atalanta BC              | 1      | –         | 2017 | - |
| FC Internazionale        | 1      | –         | 2019 | - |
| Aston Villa FC           | 1      | –         | 2023 | - |
| ACF Fiorentina           | –      | 3         | - | 1987, 2010, 2016 |
| CA Peñarol               | –      | 2         | - | 1983, 2001 |
| Club Nacional            | –      | 2         | - | 1989, 2002 |
| FC Porto                 | –      | 2         | - | 1988, 2012 |
| AC Milan                 | –      | 2         | - | 2014, 2021 |
| CA Independiente         | –      | 1         | - | 1970 |
| FC Zürich                | –      | 1         | - | 1975 |
| FC Dinamo Moscú          | –      | 1         | - | 1976 |
| CA Huracán               | –      | 1         | - | 1978 |
| RCD Espanyol             | –      | 1         | - | 1979 |
| CR Vasco da Gama         | –      | 1         | - | 1980 |
| CA River Plate           | –      | 1         | - | 1984 |
| São Paulo FC             | –      | 1         | - | 1991 |
| Feyenoord Róterdam       | –      | 1         | - | 1993 |
| Perugia Calcio           | –      | 1         | - | 1996 |
| Dinamo Bucaresti         | –      | 1         | - | 1998 |
| SV Austria Salzburg      | –      | 1         | - | 1999 |
| SBV Vitesse              | –      | 1         | - | 2008 |
| Arsenal FC               | –      | 1         | - | 2009 |
| Olympiacos FC            | –      | 1         | - | 2013 |
| Bayer Leverkusen         | –      | 1         | - | 2018 |
| Atalanta                 | -      | 1         | - | 2022 |
| Eintracht Frankfurt      | -      | 1         | - | 2024 |